# لوکاس پلگرینی
لوکاس پلگرینی (انگلیسی: Lucas Pellegrini؛ زادهٔ ۱۷ آوریل ۲۰۰۰) بازیکن فوتبال اهل فرانسه است.
از باشگاه‌هایی که در آن بازی کرده‌است می‌توان به باشگاه فوتبال آژاکسیو و باشگاه فوتبال نانسی اشاره کرد.